# Gymnoscelis tenera
Gymnoscelis tenera là một loài bướm đêm trong họ Geometridae.